# Košarka na OI 1980.
Košarka na Olimpijskim igrama u Moskvi 1980. godine uključivala je natjecanja u muškoj i ženskoj konkurenciji. Zbog bojkota zemalja predvođenih SAD-om neke od jakih košarkaških nacija nisu se natjecale na ovim Igrama.

## Osvajači odličja
|       | Zlato | Srebro | Bronca |
| Muški | SFR Jugoslavija Andro Knego Dragan Kićanović Rajko Žižić Mihovil Nakić Željko Jerkov Branko Skroče Zoran Slavnić Krešimir Ćosić Ratko Radovanović Duje Krstulović Drazen Dalipagić Mirza Delibašić                                             | Italija Fabrizio Della Fiori Marco Solfrini Marco Bonamico Dino Meneghin Renato Villalta Renzo Vecchiatio Pierluigi Marzorati Pietro Generali Romeo Saccchetti Roberto Brunamonti Michael Sylvester Enrico Gilardi                        | SSSR Stanislav Eremin Valeri Miloserdov Sergei Tarakanov Aleksandr Salnikov Andrei Lopatov Nikolai Deriugin Sergej Belov Vladimir Tkachenko Anatoli Myshkin Sergei Iovaisha Aleksandr Belostenny Vladimir Zhigily |
| Žene  | SSSR Angelia Rupshene Liubov Sharmai Vida Besselene Olga Barisheva-Korosteleva Tatiana Ovechkina Nadezhda Shuvaeva-Olkhova Iuliana Semenova Liudmila Rogozhina Nelli Feryabnikova Olga Sukharnova Tatiana Zakharova-Nadirova Tatiana Ivinskaia | Bugarska Nadka Goltcheva Penka Metodieva Petkana Makaveeva Snezhana Mikhailova Vania Dermendjieva Krasimira Bogdanova Angelina Mikhailova Diana Brainova Evladia Slavtcheva-Stefanova Kostadinka Radkova Silvia Germanova Penka Stoyanova | SFR Jugoslavija Vera Đurašković Mersada Bećirspahić Jelica Komnenović Mira Bjedov Vukica Mitić Sanja Ožegović Sofija Pekić Marija Tonković Zorica Đurković Vesna Despotović Biljana Majstorović Jasmina Perazić   |

Za mušku reprezentaciju Jugoslavije igrali su ovi hrvatski igrači: Krešimir Ćosić, Željko Jerkov, Andro Knego, Duje Krstulović i Branko Skroče.
Za žensku reprezentaciju Jugoslavije igrale su ove hrvatske igračice: Mira Bjedov i Sanja Ožegović.